# Znanost o konzervaciji
Znanost o konzervaciji kulturne baštine označava interdisciplinarno izučavanje objekata kulturne baštine putem znanstveno utemeljenih metoda istraživanja. Općenito se može reći da znanost o konzervaciji uključuje proučavanje tehnoloških postupaka te strukture umjetničkih i povijesnih predmeta, te materijala i medija iz kojih su rečena djela stvorena.
Znanstvenici koji se bave ovim područjem rade prije svega na konzervaciji umjetničkih te arhitektonskih spomenika, ali i arheoloških, tehničkih te etnografskih predmeta.
U skladu s nekim novijim incijativama poteklim iz vlade Velike Britanije ovo se polje rada naziva i znanost o baštini. Pojam znanosti o konzervaciji može se odnositi i na znanost o očuvanju prirodnih resursa.

## Znanost o konzervaciji kulturne baštine u Hrvatskoj
Znanost o konzervaciji predmeta kulturne baštine u Hrvatskoj trenutačno ne postoji kao izdvojena specijalnost, niti hrvatska sveučilišta omogućuju specijaliziranje ovog područja znanstvenog izučavanja.
Dosta znanstvenika kod nas povremeno svojim djelovanjem zalazi u ovo područje,no nažalost onih koji su mu se   potpuno posvetili zasada nema.

## Vanjske poveznice
- AIC/NU Art Conservation Science
- Andrew W. Mellon Foundation  Arhivirana inačica izvorne stranice od 12. prosinca 2010. (Wayback Machine)
- Canadian Conservation Institute  Arhivirana inačica izvorne stranice od 19. lipnja 2008. (Wayback Machine)
- Getty Conservation Institute
- Heritage Science Masters at UCL Centre for Sustainable Heritage  Arhivirana inačica izvorne stranice od 10. svibnja 2010. (Wayback Machine)
- Istituto Superiore per la Conservazione e il Restauro, Rome  Arhivirana inačica izvorne stranice od 15. lipnja 2011. (Wayback Machine)
- Italian Risk Map of the Cultural Heritage.  Arhivirana inačica izvorne stranice od 20. srpnja 2011. (Wayback Machine)
- National Archives and Records Administration Preservation Programs  Arhivirana inačica izvorne stranice od 9. lipnja 2007. (Wayback Machine)
- Conservation Science in Cultural Heritage, online časopis, Bologna
- Defining Conservation Science:Training and the Profession
- Heritage Science Journal,Open Acess online časopis
- Third International Congress on Chemistry for Cultural Heritage,Vienna 2014.  Arhivirana inačica izvorne stranice od 24. srpnja 2015. (Wayback Machine)

## Video zapisi vezani uz znanost o konzervacijie umjetnina
- Art as Evidence: Scientific Investigation of Works of Art